# Cundi
Secundino Suárez Vázquez, noto come Cundi, (San Martín del Rey Aurelio, 13 aprile 1955), è un ex calciatore spagnolo.

## Carriera

### Club
Cresciuto tra le file dello Sporting Gijón, debutta nella Primera División spagnola nella stagione 1975-1976. Dopo una stagione in prestito alla Poblense, ritorna a Gijón e diventa perno irremovibile della squadra, collezionando 310 presenze in campionato.
Conclude la carriera nel 1989.

### Nazionale
Ha totalizzato 9 presenze con la Nazionale di calcio spagnola, esordendo nella partita Jugoslavia-Spagna (1-2) del 4 ottobre 1978. Con le Furie Rosse ha anche preso parte al Campionato europeo di calcio 1980.